# ميشيل بوسويل
ميشيل بوسويل (بالإنجليزية: Michelle Buswell)‏ وهي عارضة أزياء أمريكية ولدت في يوم 3 أغسطس 1983 في بلدة أورنج بارك في ولاية فلوريدا في الولايات المتحدة.

## روابط خارجية
- ميشيل بوسويل على موقع دليل عارضات الأزياء (الإنجليزية)